# Mesoleptus novellus
Mesoleptus novellus là một loài tò vò trong họ Ichneumonidae.